# سانت جون (كورنوال)
سانت جون (بالإنجليزية: St John, Cornwall)‏ هي قرية وأبرشية مدنية تقع في المملكة المتحدة في إنجلترا. يقدر عدد سكانها بـ 391 نسمة .